# Anomaleyrodes
Anomaleyrodes is een geslacht van halfvleugeligen (Hemiptera) uit de familie witte vliegen (Aleyrodidae), onderfamilie Aleyrodinae.
De wetenschappelijke naam van dit geslacht is voor het eerst geldig gepubliceerd door Takahashi & Mamet in 1952. De typesoort is Anomaleyrodes palmae.

## Soort
Anomaleyrodes omvat de volgende soort:
- Anomaleyrodes palmae Takahashi & Mamet, 1952